# Ляшко, Александр Павлович
Алекса́ндр Па́влович Ляшко́ (укр. Олександр Павлович Ляшко; 30 декабря 1915 (12 января 1916), ж/д ст. Родаково, Бахмутский уезд, Екатеринославская губерния, Российская империя — 9 октября 2002, Киев, Украина) — советский украинский государственный и партийный деятель, 15 лет возглавлявший украинское правительство (1972—1987). Герой Социалистического Труда (1985). Глава правительственной комиссии по ликвидации последствий аварии на Чернобыльской АЭС (1986).

## Биография
Родился 30 декабря 1915 (12 января 1916) на ж/д станции Родаково Бахмутского уезда Екатеринославской губернии Российской империи, в семье рабочего-железнодорожника. 
По окончании школы с отличием в 1931 году поступил в Луганский автодорожный техникум, который также окончил с отличием в 1935 году. После техникума два с половиной года работал механиком автобазы Макеевского коксохимического завода, затем заведующим учебной частью школы автомехаников в Артёмовске. Окончил металлургический факультет Донецкого индустриального института (1937—1941, 1945—1947). С 1941 по август 1942 года — курсант 2-го Харьковского танкового училища, по окончании получил звание лейтенанта.
На фронте воевал командиром танкового взвода на Кубани, Ставрополье и в Ростовской области. В 1943 году был направлен на курсы переподготовки командиров самоходной артиллерии в Самарканд. С июля 1943 по ноябрь 1945 года — преподаватель танкового училища в Самарканде. После победы вернулся на Украину. 
В 1945—1952 годах работал на Новокраматорском машиностроительном заводе (инженер, заместитель начальника цеха, заместитель директора, парторг завода). В 1952—1954 годах 1-й секретарь Краматорского горкома КП Украины. В 1954—1957 годах — секретарь, в 1957—1960 годах — 2-й секретарь, в 1960—1963 годах — 1-й секретарь Донецкого обкома КПУ. Участник XX съезда КПСС.
В 1963—1966 годах — секретарь, председатель бюро, в 1966—1969 годах — второй секретарь ЦК КПУ. В 1969—1972 годах — Председатель Президиума Верховного Совета УССР и заместитель Председателя Президиума Верховного Совета СССР (до сентября 1972 года). С мая 1972 по июль 1987 года — Председатель Совета Министров УССР. В 1986 году возглавлял Республиканскую правительственную комиссию по ликвидации последствий аварии на ЧАЭС.
Депутат Совета Союза Верховного Совета СССР 5—11 созывов (1958—1989) от Донецкой области.
Член ВКП(б) с 1942, член ЦК КП Украины (1960—1990), член ЦК КПСС (1961—1989), член Политбюро ЦК КП Украины (1963—1987). 
С 1987 года — персональный пенсионер союзного значения. Был почётным членом донецкого землячества г. Киева. Автор воспоминаний «Груз памяти» (в 4 томах).
Похоронен на центральной аллее Байкового кладбища напротив церкви, рядом с могилами Наталии Ужвий и Олеся Гончара.

## Семья
Был женат на Давыдовой Клавдии Андреевне, двое детей — Ляшко Владимира Александровича и Ляшко Нину Александровну.

## Награды
- Герой Социалистического Труда (1985)
- Орден Богдана Хмельницкого (Украина)
- Орден князя Ярослава Мудрого V степени (29 декабря 2000, Украина) — за значительный личный вклад в развитие экономики, науки и культуры Украины, многолетний добросовестный труд
- Шесть орденов Ленина (1965, 1971, 1973, 1975, 1977, 1985)
- Два ордена Трудового Красного Знамени (1957, 1958)
- Орден Отечественной войны I-й степени (1985)
- Орден «Знамени Венгерской Народной Республики в лавровом венке» (ВНР)
- другие награды
- Почётная грамота Кабинета Министров Украины (20 декабря 2000 года) — за весомый личный вклад в развитие экономики, науки и культуры Украины и в связи с 85-летием со дня рождения[3]

## Память
- Мемориальная доска на 1 корпусе ДонНТУ
- Мемориальная доска на Ворошиловском райисполкоме в Донецке

## Публикации Ляшко
- Ляшко А. П. Груз памяти: Трилогия: Воспоминания / А. П. Ляшко. — К.: Деловая Украина, 1997—2001.
  - Кн. 1: Путь выживания. — 1997. — 397 с.
  - Кн. 2: Путь в номенклатуру. — 1997. — 540 с.
  - Кн. 3, ч. 1: На ступенях власти. — 2001. — 389 с.
  - Кн. 3, ч. 2: На ступенях власти. — 2001. — 525 с.
- Ляшко О. На головному напрямі / О. Ляшко. — К.: Політвидав УРСР, 1962. — 61 с.
- Ляшко А. П. Украинская Советская Социалистическая Республика / А. П. Ляшко. — М.: Политиздат, 1972. — 127 с.

## Публикации о Ляшко
- В масштабе эпохи: Современники об А. П. Ляшко / Сост. В. И. Ляшко. — К.: Іррідіум, 2003. — 237 с.
- Вовенко В. Александр Ляшко: «Хочу увидеть свой народ счастливым» / В. Вовенко // Донбасс. — 2005. — 24 дек. — С. 5.
- Ляшко Александр Павлович // БСЭ. — 3-е изд. — М., 1974. — Т. 15. — С. 135.
- Ляшко Александр Павлович: [Гос. и полит. деятель, 1915—2002: Некролог] // Веч. Донецк. — 2002. — 11 окт.; Донбасс. — 2002. — 11 окт.; Жизнь. — 2002. — 11 окт.
- Ляшко Александр Павлович // Годы и люди Донетчины / Авт.-сост. В. И. Ляшко. — К.: Скарбниця: Изд. дом «Деловая Украина», 2001. — С. 98.
- Ляшко Александр Павлович // Известия ЦК КПРС. — 1989. — № 2. — С. 80.
- Ляшко Олександр Павлович // Рад. енцикл. історії України. — К., 1971. — Т. 3. — С. 48-49.
- Ляшко Александр Павлович // УСЭ. — К., 1981. — Т. 6. -С. 211.
- Памяти А. П. Ляшко: [Мемориал. доска на здании Ворошилов. района] // Первая линия. — 2003. — 27-30 нояб.
- Пребывание в Донецкой области [Пред. Совета Министров УССР А. П. Ляшко] // Правда Украины. — 1987. — 3 апр.
- Пребывание А. П. Ляшко в Донецкой области // Соц. Донбасс. — 1985. — 26 мая.